# Аси Гония
Аси Гония (на гръцки: Ασή Γωνιά) е село в Република Гърция, разположено на остров Крит, дем Апокоронас. Селото има население от 586 души.

## Личности
Родени в Аси Гония
- Павлос Гипарис (1882 – 1966), гръцки офицер, деец на Гръцката въоръжена пропаганда в Македония
- Стилианос Кокинакис, деец на Гръцката въоръжена пропаганда в Македония